# Amblyrhynchichthys
Amblyrhynchichthys is een geslacht van straalvinnige vissen uit de familie van karpers (Cyprinidae).

## Soorten
- Amblyrhynchichthys micracanthus Ng & Kottelat, 2004
- Amblyrhynchichthys truncatus (Bleeker, 1850)